# ニカイア帝国

ニカイア帝国
Βασιλεία των Γραικών (ギリシャ語)

青：ニカイア帝国
赤：ラテン帝国
紫：トレビゾンド帝国
緑：エピロス専制侯国
※国境は明確ではない。

ニカイア帝国（ニカイアていこく、英語: Empire of Nicaea / the Nicene Empire）とは、第4回十字軍の際に西ヨーロッパ諸国とヴェネツィア共和国の軍隊によって占拠されたコンスタンティノープルから逃れた東ローマ帝国（ビザンツ帝国）の貴族により建国されたビザンツ系ギリシア人による3ヵ国の残存国家のうち、ビテュニアのニカイア(現在のイズニク)を首都とする国家を指す慣習的な歴史学上の国名である。1204年の東ローマ崩壊により形成されたトレビゾンド帝国やエピロス専制侯国(テッサロニキ帝国)と同様に、中世まで存続したローマ帝国の東半分の継承国である。十字軍とヴェネツィア共和国軍のコンスタンティノープル周辺の占領後にラテン帝国として史学上知られる国家が樹立された。
ニカイア帝国はラスカリス家によって樹立され、1204年から同国がコンスタンティノープルにて東ローマ帝国を復活させる1261年まで続いた。

## 国号
正式な国号は東ローマ帝国同様「ローマ帝国」であり、君主も「ローマ皇帝」を称し続けた。中世ギリシア語の発音に従ってニケア帝国、あるいは皇室の姓を取ってラスカリス王朝とも呼ばれる。自称を重視する立場からニカイアの「中世ローマ帝国」とも呼ぶ説もある。

## 歴史

### 成立
1204年の第4回十字軍侵攻後、東ローマ皇帝アレクシオス5世ドゥーカスはコンスタンティノープルから逃れた。その後間もなく、アレクシオス3世アンゲロスの義理の息子テオドロス1世ラスカリスが皇帝を宣言したが、彼もまたコンスタンティノープルでの状況が絶望的だと認識し、ニカイアへ逃れた。
十字軍によってコンスタンティノープルに建国されたラテン帝国は、かつての東ローマ領全域に対し支配権を及ぼしておらず、エピロス（エピロス専制侯国）、トラブゾン（トレビゾンド帝国）、ニカイアに東ローマ帝国の継承国が出現した。トレビゾンド帝国はコンスタンティノープル陥落の数週間前に独立国家として離脱していた一方、ニカイア帝国はラテン帝国に最も近接しており、東ローマ帝国を復活させようとする試みのための最良の位置にあった。
フランドル家のアンリ1世がポイマネノンとブルサにてテオドロス1世ラスカリスを撃ち破ったため、テオドロスはすぐには成功を収められずにいた。しかし、カロヤン・アセンからの侵略に対し防衛すべくアンリがヨーロッパに召喚されたため、アドリアノープルの戦いにてラテン皇帝ボードゥアン1世を破った後、テオドロスはアナトリア半島北東部の大部分を占拠できた。テオドロスはまた、その他の小規模な対抗勢力とともにトレビゾンド軍を破ったことで、継承国のなかで最強の国家を預かる身となった。同じく1205年、ニカイアにて彼は自身を皇帝と宣言、即位した。
無数の停戦協定や同盟が形成されてはその数年後に破棄され、東ローマの継承国としてのラテン帝国と、第二次ブルガリア帝国、そしてニカイア帝国と国境を接するコンヤまでに達していたセルジューク朝は互いに争い合った。1211年、マイアンドロス河畔の戦いにて、テオドロスはアレクシオス3世アンゲロスによる政権復帰の努力を後押ししていたセルジューク朝の大攻勢を退けた。しかし、この戦闘で受けた損害はリュンダクス川の戦いでのラテン帝国の手による敗北につながり、その後のニンファエウム条約にてラテン帝国との国境を画定した結果、ミュシアの大部分とマルマラ海沿岸を失った。1212年、ニカイア帝国のこの領土喪失は、トレビゾンド帝国のダヴィド・コムネノスの死亡に伴う、彼のパフラゴニア併合により補われた。レオン・スグーロスと同盟していたアレクシオス3世はニカイア軍に捕らえられ、1211年ごろに獄中で死亡した。

### 拡大
1222年にテオドロスが死亡すると、次の皇帝にはヨハネス3世ドゥーカス・ヴァタツェスが即位した。彼がテオドロスの娘の夫であり直接的な血縁関係はなかったことに異議を唱え、テオドロスの弟らはその即位を防ごうとした。しかし、それに失敗した彼らはラテン皇帝ロベール1世に対して派兵を依頼し、1225年にポイマネノンの戦いが勃発したが、この結果としてニカイア帝国はラテン軍を退けて領域を広げることに成功した。
帝国最長だったヨハネス3世の治世は比較的安定しており、ホーエンシュタウフェン家のフリードリヒ2世の娘アンナと結婚することで、当時神聖ローマ帝国統治下にあったイタリア南部とシチリア島におけるギリシア系住民の安全を確保したり、1235年には第二次ブルガリア帝国のイヴァン・アセン2世と一時的に同盟を結んでマリツァ川とガリポリの間の領土を割譲するなど、エピロス専制侯国を除いて複雑な東欧情勢を上手く処理し強国に成長した。1242年にエピロスを攻めた際にはヨハネス・コムネノス・ドゥーカスを臣従させてその都テッサロニキを後に併合し、1246年にはモンゴル侵攻で弱体化したブルガリアからトラキアとマケドニアを勝ち取り、翌年に講和を結んだ。内政面ではプロノイア制による小アジア領を分配した一方で、辺境農地を兵士へ与えることで国防を維持した。また、1230年代には硬貨鋳造の中核でもあったニュンファイオンに宮殿を移動させた。
彼の次に即位したテオドロス2世ラスカリスも巧みな政治手腕で活躍し、休戦協定や同盟締結による和平の創出や、官僚と総主教に対する支配を強化することで内政も安定させた。しかし、テオドロス2世はわずか4年弱で死去したため、その皇位は幼い息子ヨハネス4世ラスカリスに移った。テオドロスはその遺言にて非貴族階級出身のゲオルギオス・ムザロンをヨハネスの摂政に指定していたが、修道院で執り行われていた彼の葬儀の最中にミカエル8世パレオロゴスの配下がムザロンを殺害したことで、ミカエルが帝国内の実権を握ることとなった。

### コンスタンティノープル再征服

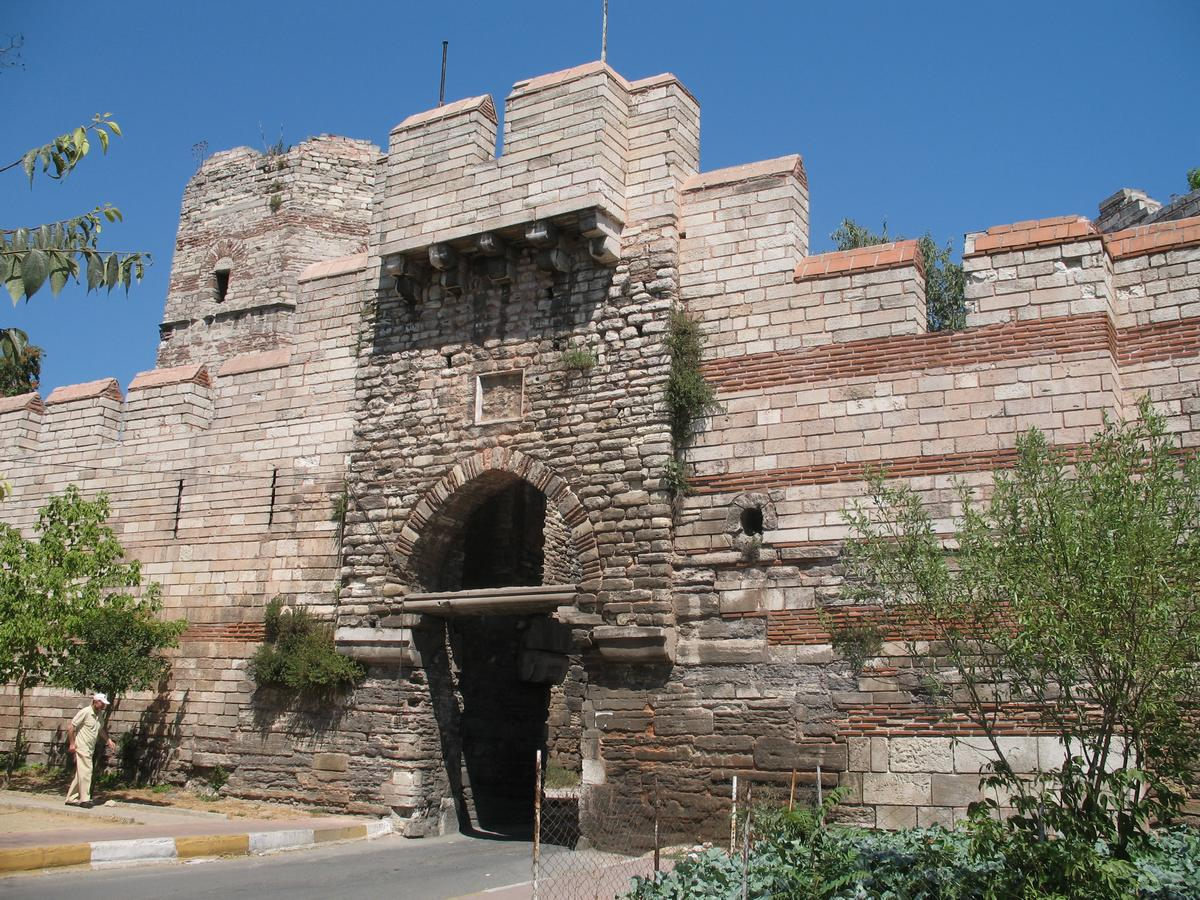
ストラテゴポウロス将軍が撃ち破ったコンスタンティノープルの「泉の門」

ヨハネス3世とテオドロス2世に仕えた経歴を持つミカエル8世は、ヨハネス4世の摂政に就任し、1259年には共同皇帝として統治した。ミカエルはその後間もなく、クマン人やセルジューク朝のトルコ人を含む兵隊を編成し、エピロス専制侯国のテッサロニキに進撃した。エピロス側はシチリアのマンフレーディやアカイア公国と対ニカイア同盟を結んでいたものの、ニカイア軍はペラゴニアの戦いにて彼らを鎮圧してアルタへ入城した。
翌年のミカエルはセルジューク朝やモンゴル、ブルガリアといった各国と同盟を結んでコンスタンティノープル再征服の支度を整えた。再度のコンスタンティノープル包囲には失敗したものの、さらに翌年にニカイア将軍アレクシオス・ストラテゴポウロスに対しトラキア巡回を命じたことで、ヴェネツィア共和国の護衛艦隊が黒海へ出撃中という情報を得た。1261年7月、ヴェネツィア海軍の留守中にニカイア帝国軍がコンスタンティノープルに攻め入ったことで、ラテン帝国は崩壊した。

### 余波
その後ミカエルは聖ソフィア大聖堂で戴冠式を催し、ヨハネス4世を追放した。その際ヨハネスの目を潰したのは、ニカイアにおり不要となったラスカリス家としての彼が反抗することを妨害することにあり、ここにパレオロゴス王朝が創始された。また、ミカエルは同年に生まれた男児に対しコンスタンティノスと名付けており、かつてのコンスタンティヌス大帝による帝都建設を再起させようとする希望が託されていた。一方、ペラゴニアの戦闘以来捕虜となっていたアカイア公ギヨーム2世・ド・ヴィルアルドゥアンがペロポネソス半島南部の割譲を条件に解放され、これが東ローマ再建の足掛かりとなった。
ギリシア地方を中心に復活を遂げた東ローマ帝国ではあったが、その後のアンドロニコス2世の代などでは1326年にブルサが征服されたほか、娘を半ば人質としてセルビア王国に嫁がせるなど周辺の圧力に悩まされ、14世紀には小アジアに残る領土はほぼ消失した。

## 思想とヘレニズム
ニカイア帝国の宮廷では、ギリシア語を話す人々を表すために、それまでの「ローマ人（ロマイオイ）」の代わりに「ヘレネス（Hellenes、ギリシア人）」という言葉が広く用いられた。当時の人々は、ニカイア帝国について「ヘラス（Hellas）」あるいは「ヘレニコン（Hellenikon）」という形容詞を使うことを好んだ。そのため、皇帝テオドロス1世はローマ人（Romaioi）とグライコイ（Graikoi）という言葉をヘレネス人に置き換えたほか、ヨハネス3世はギリシア人の子孫を自称し、テオドロス2世も自国を「新ヘラス（the new Hellas）」と表現した。コンスタンディーヌポリ全地総主教のゲルマノス2世は西ヨーロッパ諸国との公式文書のなかで、現地民を指すために「グライコイ」を、国名として「ギリシア人の帝国（Empire of the Greeks, Βασιλεία των Γραικών）」の語を用いた。その間、協調的なギリシア民族の自己同定の取り組みがあった。
ニカイア帝国時代を、ヘレニズムの民族意識やギリシアのナショナリズムの高揚を示すものと見る学者もいる。しかしこれらの学者は、民族意識の高まりが公式の帝国イデオロギーには影響しなかったと戒める。公的なイデオロギーでは、ニカイア皇帝の臣下のためにロマイオイの語が使われていたことが証明するように、自らの国家をローマ帝国とする伝統的な見方は覆らなかった。ニカイア帝国の公式イデオロギーは、後世の14世紀のパレオロゴス朝の巧言には見られない、征服と軍国主義というものであった。
13世紀ニカイア帝国の思想は、コンスタンティノープルの重要性継続における信念とその奪回の希望により特徴づけられており、政治的普遍主義やヘレニズム民族主義の主張よりも旧約聖書のユダヤ人の摂理の思想を用いた。この時代の皇帝らは、モーセまたはゼルバベルとともに神の民を約束の地へ導く「火柱」などに頻繁に擬えられており、例えばニケタス・コニアテスにより記されたテオドロス1世の演説などにて表れている。
この時期の巧言はまた、旧約聖書からは描写されていない表現を用いて戦争やコンスタンティノープルの再征服を美化していた。例えば、コニアテスはテオドロス1世を賛辞する文中にて、セルジューク朝のスルタンとの戦闘をキリスト教とイスラム教の戦いとして描写し、自ら敵の指揮官を殺害したテオドロスの傷と十字架上のキリストを修辞的に比較している。Dimiter Angelovは、西ヨーロッパの十字軍の思想がこの再征服の見方の発展に影響した可能性があると示唆しており、総主教ミカエル4世アウトレイアノスが戦闘に臨むニカイア軍に罪の完全な赦免を供した記述という、西方の全免償とほぼ一致した慣習がこの時期の記述にある。しかし、こうした免罪符の授与は短命に終わり、考えられうる十字軍の影響の多くは1211年以降に次第に減ったようである。
13世紀の東ローマ人はまた、1204年以後の帝国の状況と古典古代ギリシアの状況の類似点を表現した。この根拠は、これらの文献とビザンティウムの古典的過去の再評価の組み合わせをギリシアのナショナリズムの起源と見る、A. E. Vacalopoulosといった学者の説を補強してきた。コンスタンティノープルの喪失に伴い、この比較は未開人に囲まれた「ヘレネス」という考えに基づき行われた。コニアテスはテオドロス1世に殺されたセルジューク朝スルタンをクセルクセス1世と同一視し、総主教ゲルマヌス2世はマラトンの戦いまたはサラミスの海戦としてヨハネス3世の勝利を想起した。同様に、テオドロス2世は父ヨハネス3世の勝利をアレクサンドロス3世のそれに擬え、当時の「ヘレネス」の勇ましい価値観を激賞した。
それに加えて、この時代の東ローマ人の口調における「ヘレネー（Hellene）」という語の用法に変化があったと見られている。この時点まで、「ヘレネー」は否定的含蓄から生まれ、特に異教の生き残りと結び付けられるものであったが、やがて東ローマ人が西ヨーロッパ諸国に対し文化面における優位性を示す意味を持つようになった。ニカイアの宮廷文化の担い手は、古代の哲学をはじめとする知見を自らのアイデンティティに取り入れたのである。しかし同時期、「グライコイ」と「ヘレネス」の両用語は、帝国とその市民をラテン人と区別したいという願望に促され、宗教形態と民族的自己同定として帝国の外交的用法の一部になったと見られる。「ヘレネス」という語義における変化の正確なタイミングに関して学者の間では議論がある。12世紀における「ヘレネス」の語法の根拠を考察するRoderick Beatonは、1204年のコンスタンティノープル陥落前の正起がこの用語の再評価だと見なす。さらにVacalopoulosと異なり、Beatonはギリシアのナショナリズム誕生というよりは主に言語を中心とした初期の「民族」意識だとしている。
Michael Angoldは、当時のイデオロギーは亡命を含む文化的・政治的状況の変化に対応し適応する東ローマ人の能力を示すものであり、この時代の思想的発展はミカエル8世が前時代のイデオロギーに戻ったため、パレオロゴス朝の復元された帝国によってほとんどの部分が断ち切られ捨てられたと指摘している。

## 経済
ニカイア帝国の生産力は著しく、住民らの生活必需品をすべて国内で工面できる余裕があったため、最長の治世を実現したヨハネス3世ドゥーカス・ヴァタツェスは食品の輸入を禁じていたほどであった。彼の直轄地では農業や牧畜によって利潤を生み出しており、特に鶏卵の売上による宝玉で飾られた「卵の宝冠」を作らせた一方、免税特権と河川での漁業権を含んだプロノイア制という形にて貴族に多くの利権を付与した。
貴族らの利益を考慮した1219年には、ラテン帝国の後ろ盾でもあるヴェネツィア共和国と通商条約を締結して関税を免除し、ニカイア貴族らは絹織物を所望した。ジェノヴァ共和国とも同盟を締結して投資を増やした一方、ジェノヴァ側はイタリア沿岸都市として初めて黒海貿易に参画できた。
そのほか、国内の農業がモンゴル帝国により打撃を受けたセルジューク朝が食糧輸入の必要に迫られたため、同国へ輸出することでニカイア帝国はさらなる利益を上げることができた。モンゴルは第二次ブルガリア帝国に攻撃を加えていたこともあって、周辺諸国ではニカイア帝国の勢力のみが抜きん出る形となり、経済成長と併せてこれがコンスタンティノープル再征服を可能にしたとされる。

## ニカイア帝国（ラスカリス王朝）皇帝一覧
注：（）内は在位年。
- テオドロス1世ラスカリス（1205年 - 1222年） : アレクシオス3世の娘婿
- ヨハネス3世ドゥーカス・ヴァタツェス（聖ヨハネス、1222年 - 1254年） : テオドロス1世の娘婿
- テオドロス2世ラスカリス（1254年 - 1258年） : ヨハネス3世の長男
- ヨハネス4世ラスカリス（1258年 - 1261年） : テオドロス2世の息子。1261年廃位。
- ミカエル8世パレオロゴス（1259年 - 1261年）: ヨハネス4世の共同皇帝（副帝）。事実上の権力者

## 系図
|  |  |                                      |                                      |                                      |                                      |                                      |                                      |                  |                  |                  |                  |               |               |                                             |                                             |                                             |                                             |                                             |                                             |                         |                         |                                        |                                        |                                        |                                        |                                              |                                              |                                              |                                              |                                              |                                              |                                |                                |                                |                                |  |  |                                                        |                                                        |                                                        |                                                        |                                                        |                                                        |  |  |  |  |
|  |  |                                      |                                      |                                      |                                      |                                      |                                      |                  |                  |                  |                  |               |               |                                             |                                             |                                             |                                             |                                             |                                             |                         |                         |                                        |                                        |                                        |                                        |                                              |                                              |                                              |                                              |                                              |                                              |                                |                                |                                |                                |  |  |                                                        |                                                        |                                                        |                                                        |                                                        |                                                        |  |  |  |  |
|  |  |                                      |                                      |                                      |                                      |                                      |                                      |                  |                  |                  |                  |               |               | コンスタンティノス・ラスカリス 東ローマ皇帝 | コンスタンティノス・ラスカリス 東ローマ皇帝 | コンスタンティノス・ラスカリス 東ローマ皇帝 | コンスタンティノス・ラスカリス 東ローマ皇帝 | コンスタンティノス・ラスカリス 東ローマ皇帝 | コンスタンティノス・ラスカリス 東ローマ皇帝 |                         |                         | アンナ （アレクシオス3世アンゲロス娘） | アンナ （アレクシオス3世アンゲロス娘） | アンナ （アレクシオス3世アンゲロス娘） | アンナ （アレクシオス3世アンゲロス娘） | アンナ （アレクシオス3世アンゲロス娘）       | アンナ （アレクシオス3世アンゲロス娘）       |                                              |                                              | テオドロス1世ラスカリス                      | テオドロス1世ラスカリス                      | テオドロス1世ラスカリス        | テオドロス1世ラスカリス        | テオドロス1世ラスカリス        | テオドロス1世ラスカリス        |  |  | マリー （ラテン皇帝ピエール2世・ド・クルトネー娘）     | マリー （ラテン皇帝ピエール2世・ド・クルトネー娘）     | マリー （ラテン皇帝ピエール2世・ド・クルトネー娘）     | マリー （ラテン皇帝ピエール2世・ド・クルトネー娘）     | マリー （ラテン皇帝ピエール2世・ド・クルトネー娘）     | マリー （ラテン皇帝ピエール2世・ド・クルトネー娘）     |  |  |  |  |
|  |  |                                      |                                      |                                      |                                      |                                      |                                      |                  |                  |                  |                  |               |               | コンスタンティノス・ラスカリス 東ローマ皇帝 | コンスタンティノス・ラスカリス 東ローマ皇帝 | コンスタンティノス・ラスカリス 東ローマ皇帝 | コンスタンティノス・ラスカリス 東ローマ皇帝 | コンスタンティノス・ラスカリス 東ローマ皇帝 | コンスタンティノス・ラスカリス 東ローマ皇帝 |                         |                         | アンナ （アレクシオス3世アンゲロス娘） | アンナ （アレクシオス3世アンゲロス娘） | アンナ （アレクシオス3世アンゲロス娘） | アンナ （アレクシオス3世アンゲロス娘） | アンナ （アレクシオス3世アンゲロス娘）       | アンナ （アレクシオス3世アンゲロス娘）       |                                              |                                              | テオドロス1世ラスカリス                      | テオドロス1世ラスカリス                      | テオドロス1世ラスカリス        | テオドロス1世ラスカリス        | テオドロス1世ラスカリス        | テオドロス1世ラスカリス        |  |  | マリー （ラテン皇帝ピエール2世・ド・クルトネー娘）     | マリー （ラテン皇帝ピエール2世・ド・クルトネー娘）     | マリー （ラテン皇帝ピエール2世・ド・クルトネー娘）     | マリー （ラテン皇帝ピエール2世・ド・クルトネー娘）     | マリー （ラテン皇帝ピエール2世・ド・クルトネー娘）     | マリー （ラテン皇帝ピエール2世・ド・クルトネー娘）     |  |  |  |  |
|  |  |                                      |                                      |                                      |                                      |                                      |                                      |                  |                  |                  |                  |               |               |                                             |                                             |                                             |                                             |                                             |                                             |                         |                         |                                        |                                        |                                        |                                        |                                              |                                              |                                              |                                              |                                              |                                              |                                |                                |                                |                                |  |  |                                                        |                                                        |                                                        |                                                        |                                                        |                                                        |  |  |  |  |
|  |  |                                      |                                      |                                      |                                      |                                      |                                      |                  |                  |                  |                  |               |               |                                             |                                             |                                             |                                             |                                             |                                             |                         |                         |                                        |                                        |                                        |                                        |                                              |                                              |                                              |                                              |                                              |                                              |                                |                                |                                |                                |  |  |                                                        |                                                        |                                                        |                                                        |                                                        |                                                        |  |  |  |  |
|  |  |                                      |                                      |                                      |                                      |                                      |                                      |                  |                  |                  |                  |               |               | ヨハネス3世ドゥーカス・ヴァタツェス         | ヨハネス3世ドゥーカス・ヴァタツェス         | ヨハネス3世ドゥーカス・ヴァタツェス         | ヨハネス3世ドゥーカス・ヴァタツェス         | ヨハネス3世ドゥーカス・ヴァタツェス         | ヨハネス3世ドゥーカス・ヴァタツェス         |                         |                         | エイレーネ                             | エイレーネ                             | エイレーネ                             | エイレーネ                             | エイレーネ                                   | エイレーネ                                   |                                              |                                              | マリア ＝ハンガリー王ベーラ4世               | マリア ＝ハンガリー王ベーラ4世               | マリア ＝ハンガリー王ベーラ4世 | マリア ＝ハンガリー王ベーラ4世 | マリア ＝ハンガリー王ベーラ4世 | マリア ＝ハンガリー王ベーラ4世 |  |  | エウドキア（ゾフィー） ＝オーストリア公フリードリヒ2世 | エウドキア（ゾフィー） ＝オーストリア公フリードリヒ2世 | エウドキア（ゾフィー） ＝オーストリア公フリードリヒ2世 | エウドキア（ゾフィー） ＝オーストリア公フリードリヒ2世 | エウドキア（ゾフィー） ＝オーストリア公フリードリヒ2世 | エウドキア（ゾフィー） ＝オーストリア公フリードリヒ2世 |  |  |  |  |
|  |  |                                      |                                      |                                      |                                      |                                      |                                      |                  |                  |                  |                  |               |               | ヨハネス3世ドゥーカス・ヴァタツェス         | ヨハネス3世ドゥーカス・ヴァタツェス         | ヨハネス3世ドゥーカス・ヴァタツェス         | ヨハネス3世ドゥーカス・ヴァタツェス         | ヨハネス3世ドゥーカス・ヴァタツェス         | ヨハネス3世ドゥーカス・ヴァタツェス         |                         |                         | エイレーネ                             | エイレーネ                             | エイレーネ                             | エイレーネ                             | エイレーネ                                   | エイレーネ                                   |                                              |                                              | マリア ＝ハンガリー王ベーラ4世               | マリア ＝ハンガリー王ベーラ4世               | マリア ＝ハンガリー王ベーラ4世 | マリア ＝ハンガリー王ベーラ4世 | マリア ＝ハンガリー王ベーラ4世 | マリア ＝ハンガリー王ベーラ4世 |  |  | エウドキア（ゾフィー） ＝オーストリア公フリードリヒ2世 | エウドキア（ゾフィー） ＝オーストリア公フリードリヒ2世 | エウドキア（ゾフィー） ＝オーストリア公フリードリヒ2世 | エウドキア（ゾフィー） ＝オーストリア公フリードリヒ2世 | エウドキア（ゾフィー） ＝オーストリア公フリードリヒ2世 | エウドキア（ゾフィー） ＝オーストリア公フリードリヒ2世 |  |  |  |  |
|  |  |                                      |                                      |                                      |                                      |                                      |                                      |                  |                  |                  |                  |               |               |                                             |                                             |                                             |                                             |                                             |                                             |                         |                         |                                        |                                        |                                        |                                        |                                              |                                              |                                              |                                              |                                              |                                              |                                |                                |                                |                                |  |  |                                                        |                                                        |                                                        |                                                        |                                                        |                                                        |  |  |  |  |
|  |  |                                      |                                      |                                      |                                      |                                      |                                      |                  |                  |                  |                  |               |               |                                             |                                             |                                             |                                             |                                             |                                             |                         |                         |                                        |                                        |                                        |                                        |                                              |                                              |                                              |                                              |                                              |                                              |                                |                                |                                |                                |  |  |                                                        |                                                        |                                                        |                                                        |                                                        |                                                        |  |  |  |  |
|  |  | ミカエル8世パレオロゴス 東ローマ皇帝 | ミカエル8世パレオロゴス 東ローマ皇帝 | ミカエル8世パレオロゴス 東ローマ皇帝 | ミカエル8世パレオロゴス 東ローマ皇帝 | ミカエル8世パレオロゴス 東ローマ皇帝 | ミカエル8世パレオロゴス 東ローマ皇帝 |                  |                  | 養女 テオドラ    | 養女 テオドラ    | 養女 テオドラ | 養女 テオドラ | 養女 テオドラ                               | 養女 テオドラ                               |                                             |                                             | テオドロス2世ラスカリス                     | テオドロス2世ラスカリス                     | テオドロス2世ラスカリス | テオドロス2世ラスカリス | テオドロス2世ラスカリス                | テオドロス2世ラスカリス                |                                        |                                        | エレナ （ブルガリア王イヴァン・アセン2世娘） | エレナ （ブルガリア王イヴァン・アセン2世娘） | エレナ （ブルガリア王イヴァン・アセン2世娘） | エレナ （ブルガリア王イヴァン・アセン2世娘） | エレナ （ブルガリア王イヴァン・アセン2世娘） | エレナ （ブルガリア王イヴァン・アセン2世娘） |                                |                                |                                |                                |  |  |                                                        |                                                        |                                                        |                                                        |                                                        |                                                        |  |  |  |  |
|  |  | ミカエル8世パレオロゴス 東ローマ皇帝 | ミカエル8世パレオロゴス 東ローマ皇帝 | ミカエル8世パレオロゴス 東ローマ皇帝 | ミカエル8世パレオロゴス 東ローマ皇帝 | ミカエル8世パレオロゴス 東ローマ皇帝 | ミカエル8世パレオロゴス 東ローマ皇帝 |                  |                  | 養女 テオドラ    | 養女 テオドラ    | 養女 テオドラ | 養女 テオドラ | 養女 テオドラ                               | 養女 テオドラ                               |                                             |                                             | テオドロス2世ラスカリス                     | テオドロス2世ラスカリス                     | テオドロス2世ラスカリス | テオドロス2世ラスカリス | テオドロス2世ラスカリス                | テオドロス2世ラスカリス                |                                        |                                        | エレナ （ブルガリア王イヴァン・アセン2世娘） | エレナ （ブルガリア王イヴァン・アセン2世娘） | エレナ （ブルガリア王イヴァン・アセン2世娘） | エレナ （ブルガリア王イヴァン・アセン2世娘） | エレナ （ブルガリア王イヴァン・アセン2世娘） | エレナ （ブルガリア王イヴァン・アセン2世娘） |                                |                                |                                |                                |  |  |                                                        |                                                        |                                                        |                                                        |                                                        |                                                        |  |  |  |  |
|  |  |                                      |                                      |                                      |                                      |                                      |                                      |                  |                  |                  |                  |               |               |                                             |                                             |                                             |                                             |                                             |                                             |                         |                         |                                        |                                        |                                        |                                        |                                              |                                              |                                              |                                              |                                              |                                              |                                |                                |                                |                                |  |  |                                                        |                                                        |                                                        |                                                        |                                                        |                                                        |  |  |  |  |
|  |  |                                      |                                      |                                      |                                      | パレオロゴス王朝                     | パレオロゴス王朝                     | パレオロゴス王朝 | パレオロゴス王朝 | パレオロゴス王朝 | パレオロゴス王朝 |               |               |                                             |                                             |                                             |                                             |                                             |                                             |                         |                         | ヨハネス4世ラスカリス                  | ヨハネス4世ラスカリス                  | ヨハネス4世ラスカリス                  | ヨハネス4世ラスカリス                  | ヨハネス4世ラスカリス                        | ヨハネス4世ラスカリス                        |                                              |                                              |                                              |                                              |                                |                                |                                |                                |  |  |                                                        |                                                        |                                                        |                                                        |                                                        |                                                        |  |  |  |  |